# Casanova (Burgos)

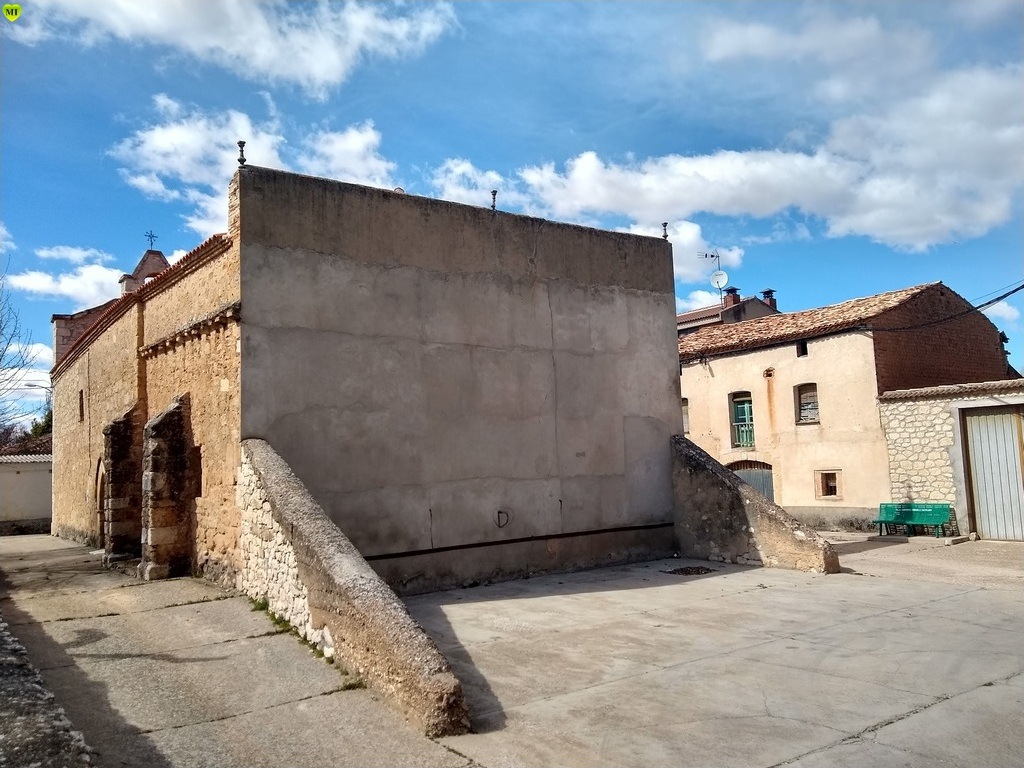
Frontón aprovechando la pared de la iglesia parroquial

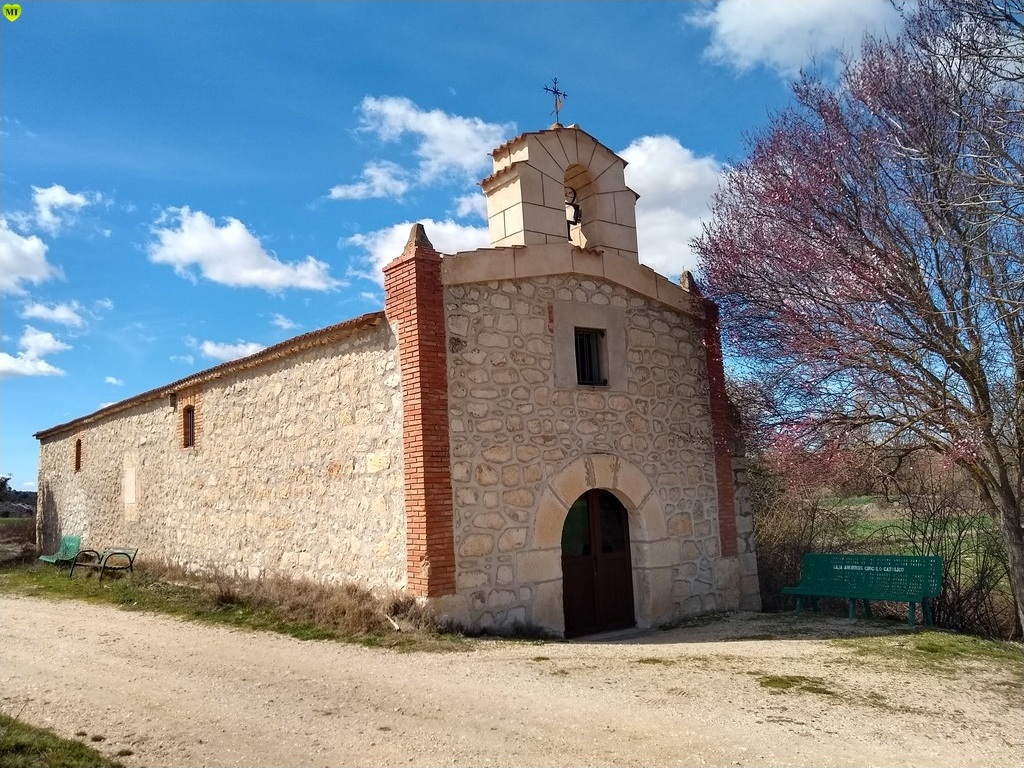
Ermita de San Roque

Casanova es un antiguo municipio de Castilla, comunidad de Castilla y León, en la provincia de Burgos (España). Está situado en la comarca Ribera del Duero y en la actualidad, pertenece al municipio de Peñaranda de Duero.
Actualmente cuenta con 72 habitantes, población que aumenta en verano.

## Historia
Casanova es un pueblo del que se tienen los primeros datos desde el siglo XIII como perteneciente a Peñaranda de Duero. Las noticias arqueológicas que hacen referencia al territorio de Casanova resultan prolijas, correspondiendo gran parte de ellas a la Prehistoria reciente (Neolítico-Edad Del Bronce). No en vano, de los 55 enclaves que aparecen recogidos en el Inventario Arqueológico de Castilla y León, entre yacimientos y hallazgos aislados, 37 presentan elementos de cultura material enmarcables en este período cronológico (VV.AA.,2005), que redundan en la intensa ocupación de este espacio en contraposición a momentos anteriores, donde no consta registro paleolítico alguno siguiendo la tónica de otros ámbitos de la Ribera del Duero burgalesa. En estos yacimientos prehistóricos, siete están emplazados en territorio de la localidad de Casanova.
Esta magnitud de hallazgos puede explicarse con el cambio de economía que a partir del neolítico se produce, la sedentarización de las poblaciones, y su establecimiento en hábitats al aire libre. De esta forma, gran parte de los enclaves prehistóricos se sitúan en bordes de páramos, espigones y cerros, con o sin fácil defensa pero con alto control visual del territorio, como en los casos del Alto de las Bodegas de Casanova y el Alto Pico Agudo, entre otros. A falta de análisis en detalle mediante excavaciones, el espectro arqueológico aparece representado, sin interrupción, durante el Calcolítico y la Edad del Bronce, principalmente en fases antiguas, con significativos elementos de cultura material de industria lítica sobre sílex y cerámicas elaboradas a mano.
Al igual que en otros muchos sectores ribereños, la Edad del Hierro aparece subrepresentada en el registro arqueológico, tal vez por un vacío de conocimiento o quizás por una concentración efectiva del poblamiento en espacios concretos con fácil defensa, al hilo del nacimiento de los primeros espacios urbanos. Aun así según la información oral, en este paraje de Santiuste de alto interés estratégico por situarse en un altozano en el interfluvio del río Pilde con el Arandilla aparecen restos constructivos, interés incrementado por el propio hagiotoponimo, la tradición oral sitúa en este emplazamiento la posición original de Casanova que se sitúa entre siglo V-VI hasta el pleno-medieval cristiano posible. Cabe destacar la presencia de una Pila prerromana en el Monte de Mataredonda.
Respecto a los momentos tardo-antiguos y los primeros estadios alto-medievales, se sigue manteniendo ese vacío de conocimiento por gran parte de este sector de la Ribera, al considerarse tradicionalmente la línea sur del Duero un desierto tras la penetración musulmana, ya durante los siglos viii y ix. Clunia volverá a ser un centro de interés en las contiendas, fundándose el Alfoz en el año 912 bajo un impulso repoblador que vivió la comarca durante esa centuria, aunque en el año 995 será retomada por los árabes. Durante el último tercio del siglo IX, las conquistas del rey Alfonso III se centran en alcanzar la línea del Duero, llegando a comienzos del siglo X. A partir de este momento se inicia un primer proceso repoblador que trae consigo la fundación de pequeños núcleos rurales dependientes del castillo de Clunia, al tiempo que con la repartición de las tierras del Duero entre los tres condes de Castilla la comarca queda enclavada en los dominios del conde Don Gonzalo Fernández y posteriormente de su hijo Fernán González, esta "primera repoblación" llega a su fin con el asentamiento de Clunia por parte de Al Mansur. Dentro de este marco histórico tiene especial interés el yacimiento alto-medieval de Valdeseoso I, en Casanova, donde parece constada la existencia de un lugar de habitación.
La pertenencia de Peñaranda al Alfoz de Clunia resultó temporal, ya que junto a Zuzones, Cubillas y Rejuelas pasara a formar parte de la comunidad de Villa y Tierra de San Estaban de Gormaz en el siglo XIII (Martínez1987:213), delimitada al norte por la Merindad de Santo Domingo, al este por las comunidades de Osma y Caracena, y al Sur por las de Ayllón y Maderuelo. Junto con Peñaranda paso también su tierra y jurisdicción, integrada por San Juan del Monte y Casanova con el luego despoblado de Santa María de la Vega. Posiblemente Cuzcurrita de Aranda estaba incluida, ya que su iglesia era aneja a la de Casanova (Martínez1983b:95).
La tierra y jurisdicción de Peñaranda de duero, según el censo de 1594, incluía San Juan del monte y casanova, con el luego despoblado de Santa María de la vega. En el siglo XVI, el límite sur de la provincia de Burgos se desarrollaba a lo largo del río Duero: todo el territorio al norte del mismo era burgalés mientras que al sur, salvo ocho aldeas, fue atribuido a la provincia de Segovia exceptuando La Vid, que pertenecía a Soria (Martínez,1983a:55).
Otros núcleos rurales que figuran en la documentación antigua, hoy despoblados, fueron dependientes de Peñaranda: Mastanos, Cordobilla y Casa de Añana, lugar este último que sobrevivió como Granja de los Bernardos de San Pedro de Gumiel hasta el siglo XIX (Martínez,1983:99). Asimismo, el registro arqueológico permite identificar estos enclaves y otros indeterminados y culturales de cronología medieval, tales como Las Arenas, Camino Valverde I y II, Matañizar I y II, San Bartolomé, La Tejera II y Carretera Cuzcurrita, este último en territorio de Casanova.
Según el Catastro del Marqués de la Ensenada, la población de Peñaranda con sus agregados, Casanova y San Juan del Monte, es de 349 vecinos y 25 más eclesiásticos (Camarero y González, 2005). En 1790, San Juan del Monte se segrego como municipio autónomo. Ya en ese momento estaba edificada la ermita de San Roque de Casanova, también incluida en el inventario arqueológico.

## Personas importantes
En el siglo XIX durante la Guerra de la Independencia, a Casanova se la conoce por ser un punto de presencia de los guerrilleros a la cual se le debe los acontecimientos relacionados (la revuelta de los casanoveros ante la presencia de las tropas napoleónicas) con el ajusticiamiento de Miguel Delgado, un héroe de guerra, quien hizo parte de la resistencia local y por una clara intención de dar ejemplo se le colgó a la torre del homenaje. Después de unos días, los habitantes de Casanova pidieron al Duque piedad por el hombre para que le pudieran enterrar y así fue en la excolegiata Santa Ana. Como testigo de este hecho se le dio nombre una Calleja cerca de la plaza mayor "la calleja de la piedad".
El Obispo Silvino Martínez nacido el 13 de septiembre de 1898 falleció el 21 de septiembre de 1959. Designado por el propio Papa Pio XII fue mandando a Argentina.
Desde la erección en 1947, hasta nombrar su primer obispo, pasaron siete años. Ello se debió a que el gobierno de Juan Perón impidió que la sede episcopal nicoleña fuera proveída. El 23 de octubre de 1954, Pío XII designa primer obispo de San Nicolás de los Arroyos a Mons. Silvino Martínez, a la sazón obispo auxiliar de Rosario. Pasa un año para tomar posesión, el 29 de octubre de 1955. El 21 de septiembre de 1959, Juan XXIII lo traslada a la diócesis de Rosario. Fallece y está sepultado en la Basílica Catedral de Nuestra Señora del Rosario. El obispo Silvino Martínez fue reconocido como doctor en antropología discípulo de P. Blanco y redactó un artículo en el seminario pontificio que apareció en La Nación del 2 de septiembre de 1918. hizo un gran trabajo social con los sindicatos y con el profesorado de enseñanza superior.
En 1931 el Episcopado argentino difundía la carta pastoral en la que —en línea con la creación mundial de la institución por parte de Pío XII— declaraba oficialmente establecida la ACA. La carta no reducía a los cristianos al ámbito piadoso de las parroquias, sino que los introducía en la vida misma del país. Su fundación coincidió con el tiempo que vivía la Iglesia. "El motivo era consolidar lo que ya estaba, aunque no estructuradamente —explica Madero—, que era una movilidad de gente de iglesia preocupada por trabajar para la sociedad". En estos primeros pasos tuvieron una importancia decisiva los párrocos y obispos que impulsaron esta obra en sus diócesis. Especialmente los cuatro sacerdotes formados a tal fin en Roma: el P. Antonio Caggiano, Silvino Martínez, Froilan Ferreira Reynafe y Cornelio Vignate, quienes predicaron el apostolado de los laicos y la importancia de agruparlos, luchando contra la incomprensión de quienes no veían la utilidad de hacer algo nuevo en la Iglesia.
En ese entusiasta momento inicial —que se vio en todo su esplendor durante el Congreso Eucarístico Internacional de 1934—, el compromiso de los laicos alentaba toda la vida del país. Así fue como se creó el Secretariado Económico Social nacido en 1933, que desarrolló talleres en el Chaco y escuelas de obreras en Santiago del Estero y Jujuy, y solicitó al Congreso la aprobación de la ley del salario mínimo para empleados de la Industria y el Comercio; a ley Cafferata sobre salario familiar para empleados de la administración nacional y la ley de asignaciones familiares para trabajadores privados. 
Participó junto a Miguel de Andrea obispo a una fecunda e importante acción social, y ardorosa predica en favor de la libertad, democracia y dignidad humana llegando a enfrentarse al mismo Perón quien , el 16 de junio de 1955 día trágico por el fallido golpe de la aviación de la Marina,  dejará un luctuoso saldo de muertos civiles, y obtuvo como respuesta desesperada el incendio de las iglesias más antiguas e históricas de Buenos Aires, –entre ellas, la San Miguel Arcángel donde oficiaba misa monseñor Miguel De Andrea–. Ese día, el prelado será encarcelado como muchos otros sacerdotes católicos, llevándolo detenido a la cárcel de Villa Devoto, donde compartirá celda con otro obispo, Monseñor Silvino Martínez, obispo de San Nicolás. A partir de ese momento Monseñor de Andrea renunció a utilizar ornamentos morados y usó luto. El día del Fallecimiento del Obispo Silvino Martínez, el gobierno argentino puso las banderas a media asta en su honor.

## Monumentos y lugares de interés

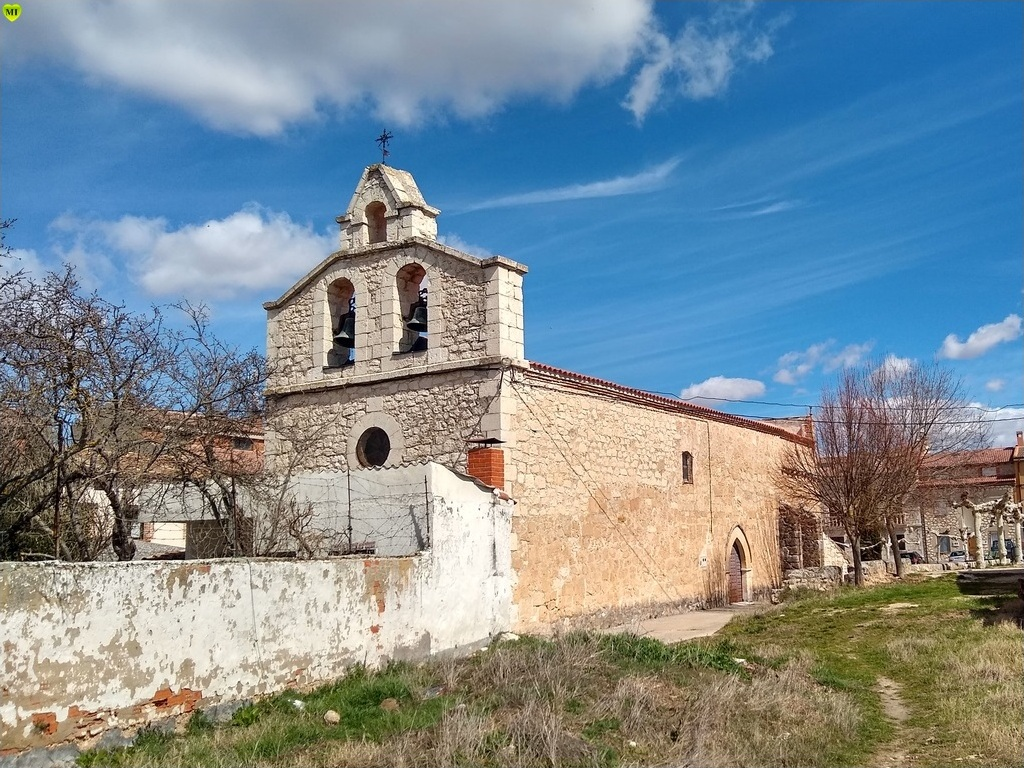
Iglesia de Nuestra Señora del Pino

Casanova cuenta como monumento de especial interés su iglesia dedicada a la Virgen del Pino. Con una base románica evolucionando a través de fases de construcción renacentista y contemporánea relevante donde se pone en evidencia el trabajo de la piedra caliza de las canteras locales del monte de Mataredonda y su talla románica de la Virgen María muy poco común en esta zona de la Ribera del Duero como también su cruz procesional del siglo XVII de nogal y pino recubierto de oro y plata.
EL pueblo cuenta con una cofradía activa dedicada a San Roque que tiene como sede la ermita del mismo nombre y que data del 1713 y por lo tanto la convierte en unas de las más antiguas de la zona.

## Naturaleza
Como patrimonio medio ambiental, Casanova es conocida como refugio de vida por sus aves y hábitats esteparios. Bajo la falsa apariencia de espacios yermos, los eriales o "perdidos" muestran una elevada biodiversidad y acogen comunidades de aves raras y algunas en grave regresión. los alaudidos son algunas de ellas. Alondra común, alondra rico-ti, calandria, terrera común, cogujada montesina, cogujada común, totovia. Miden entre 15 y 19 cm. Y se mimetizan con el terreno gracias a sus colores ocres, pardos, grises, y rojizos, que se incrementan aún más cuando toman baños de arena. Es impresionante escuchar su fuerte y variado canto en el cielo, sobre todo en primavera, pero cuando se sienten amenazadas pasan inadvertidas aplastándose contra el suelo. Con coloración similar pero de porte mucho mayor, encontramos especies como el invisible alcaraván, la ocasional y elegante "avestruz" ibérica, la avutarda y la ganga-ortega o chorla. Estas zonas llanas, caracterizadas por una elevada pedregosidad de piedra caliza, geodas y piedras derivados de cuarzo y por su ausencia de matas altas o arbustos, constituyen el último refugio para las aves esteparias. El Páramo de Corcos y Los Altos de Casanova, junto al entorno de Caleruega, son las zonas de la Ribera del Duero donde estas aves alcanzan sus máximas densidades. Perdices, codornices, mochuelos, alcaudones, trigueros ..... completan este paraíso europeo de avifauna cuyas tonalidades se confunden con el terreno, lo que hace que su disfrute sea aún mayor.

## Demografía
Casanova en 1843 contó con 252 habitantes. Como consecuencia de la migración de los 60, hoy en día cuenta con 73 habitantes, pero que estos últimos años ha ido en aumento alcanzando cerca de 80 habitantes.

## Festividades
Las Fiestas Patronales de Casanova, son los días 15, 16 y 17 de agosto. El 15 de agosto está dedicado esencialmente como día de la mujer con el juego de los bolos. El 16 de agosto día más importante con la procesión y baile dedicado a san Roque vivido con un especial fervor sin igual acompañado de un familiar y acogedor ambiente.

## Economía
La población de Casanova se dedica principalmente a la recolección de la uva denominación de la Ribera del Duero de relevancia nacional, a la cosecha de la cebada y a la siembra de los huertos en tierra de vega con gran potencial dando diversos tipos de hortalizas y verduras de gran calidad. 
- Datos: Q5755732
- Multimedia: Casanova (Burgos) / Q5755732